# Frantz Joseph Kuhn
Frantz Joseph Kuhn (ca. 1783-1832 i Rusland) var en tysk kunstberider og artist.
Kuhn blev 1810 gift med James Prices enke, Hanne f. Tott (1771-1826), som overtog ledelsen af Price-falmiljens teatret efter hans død, Pricernes andet sommerteater fik navnet Hanne Kuhns Sommerteater, Det åbnede 10. maj 1812 og lukkede igen 1816. Hun drev teater først alene, og senere efter de ingik ægteskab i forening med Kuhn], under deres ledelse flyttede selskabet ind i nye lokaler på Vesterbrogade 15. maj 1818 med pantominen »Harlekin Kukkenbager«. Pricernes tredje teater, kaldet Vesterbro Morskabsteater. Huset var en træbygning med rødt teglstenstag. 
Teatrets repertoire omfattede både linedans, styrkeløft, pantomime, varieté og fremvisning af vilde dyr. Efter hustruens død i 1826 ledede Kuhn selskabet og førte det 1831 til Rusland, hvor de bl.a var helt til Moskva, Nizjnij Novgorod og Kazan. Han omkom i Skt. Petersborg, Rusland i 1832; tre år efter vendte selskabet tilbage til København under ledelse af James Prices sønner James Price d. y. (1801-1865) og Johan Adolph Price. 